# Horní Město
Horní Město (jusqu'en 1910 : Bergštát ; en allemand : Bergstadt) est une commune du district de Bruntál, dans la région de Moravie-Silésie, en République tchèque. Sa population s'élevait à 823 habitants en 2021.

## Géographie
Horní Město se trouve à 6 km au sud-ouest de Rýmařov, à 21 km à l'ouest-sud-ouest de Bruntál, à 77 km à l'ouest-nord-ouest d'Ostrava et à 200 km à l’est de Prague.
La commune est limitée par Stará Ves au nord, par Rýmařov et Jiříkov à l'est, par Dlouhá Loučka au sud, et par Tvrdkov et Oskava à l'ouest.

## Histoire
La première mention écrite de la localité date de 1351.

## Administration
La commune se compose de cinq quartiers :
- Horní Město
- Dobřečov
- Rešov
- Skály
- Stříbrné Hory

## Transports
Par la route, Horní Město se trouve à 6 km de Rýmařov, à 25 km de Bruntál, à 102 km d'Ostrava et à 263 km de Prague.